# خوتوتیتسه
خوتوتیتسه (به چکی: Chotutice) یک منطقهٔ مسکونی در جمهوری چک است که در ناحیه کولین واقع شده‌است. خوتوتیتسه ۳٫۸۶ کیلومتر مربع مساحت و ۵۱۴ نفر جمعیت دارد و ۲۰۷ متر بالاتر از سطح دریا واقع شده‌است.